# 慧阳街道
慧阳街道，是中华人民共和国吉林省白城市大安市下辖的一个乡镇级行政单位。

## 行政区划
慧阳街道下辖以下地区：
新明社区、南湖社区和城南社区。